# Markt 15 (Bernburg)

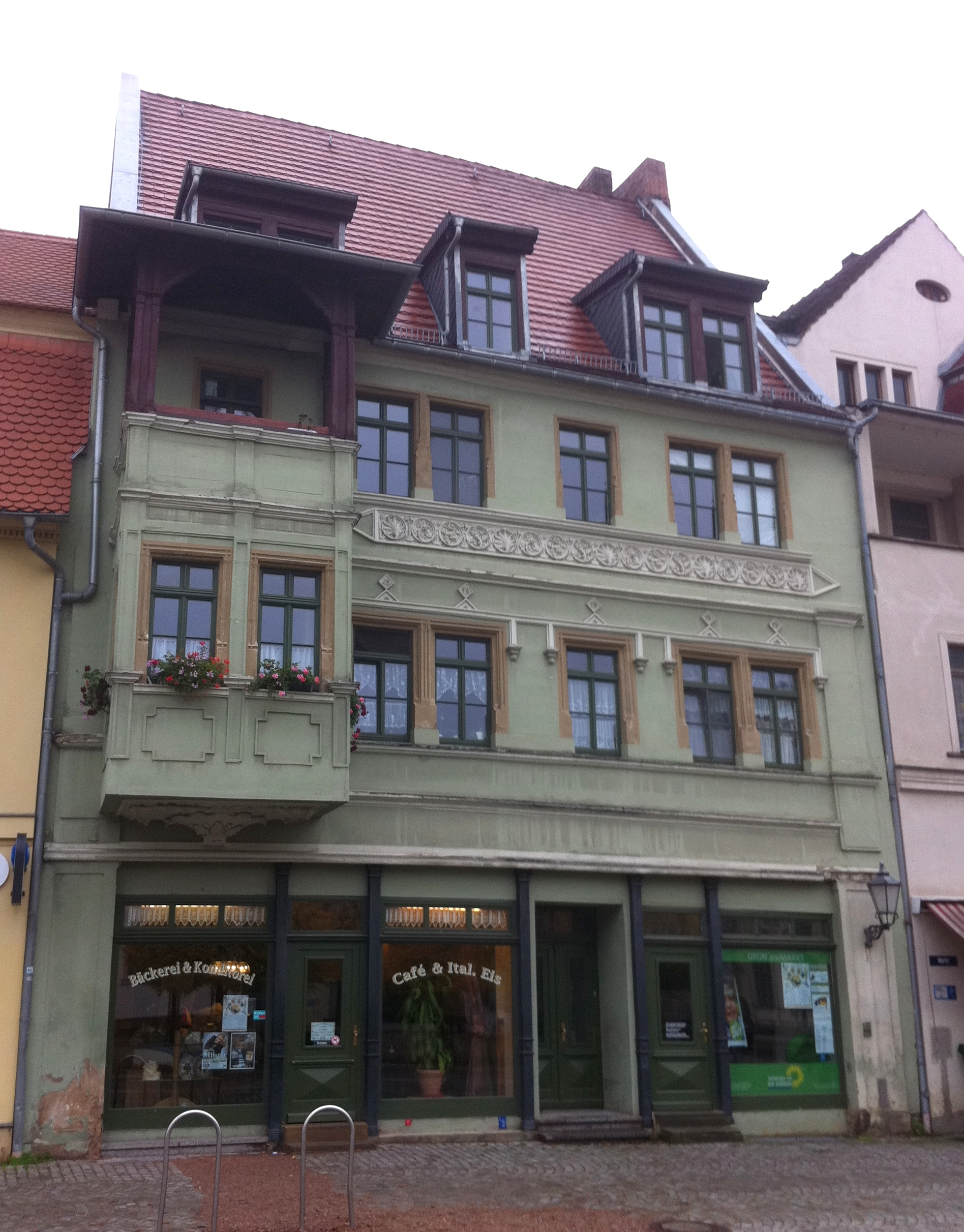
Haus Markt 15

Das Haus Markt 15 ist ein denkmalgeschütztes Gebäude in Bernburg in Sachsen-Anhalt.

## Lage
Das Wohn- und Geschäftshaus befindet sich an der Nordwestecke des Markts in der Bernburger Talstadt.

## Architektur und Geschichte
Das dreigeschossige Gebäude entstand im Jahr 1562 und ist mit einem Satteldach bedeckt. Es erfolgten mehrere Umbauten, besonders weitgehend im 19. Jahrhundert. Am ersten Obergeschoss des Hauses sind mehrere gekuppelte Fenster erhalten. Sie verfügen über tief gekehlte Sandsteingewände und Stabwerkdurchsteckungen. Vor der südöstlichen Haushälfte befindet sich ein markanter zweigeschossiger zweiachsiger Kastenerker. Das ursprüngliche Portal des Hauses befindet sich heute am Schloss Bernburg.
Im Erdgeschoss sind Ladenräume untergebracht. Ein Laden wird als Bäckerei und Eiscafé genutzt. Der andere Laden dient seit 2011 als bündnisgrüne Kreisgeschäftsstelle und Wahlkreisbüro, bis 2013 von Christoph Erdmenger und Sebastian Striegel, seitdem von Olaf Meister.
Im örtlichen Denkmalverzeichnis ist das Wohn- und Geschäftshaus unter der Erfassungsnummer 094 60581 als Baudenkmal verzeichnet.